# Montmiral
Montmiral ist eine französische Gemeinde mit 659 Einwohnern (Stand: 1. Januar 2022) im Département Drôme in der Region Auvergne-Rhône-Alpes; sie gehört zum Arrondissement Valence und zum Kanton Drôme des collines.

## Geographie
Montmiral liegt etwa 32 Kilometer nordöstlich von Valence. Durch die Gemeinde fließt im Norden der kleine Fluss Savasse, im Süden die Joyeuse. Umgeben wird Montmiral von den Nachbargemeinden Valherbasse im Norden, Saint-Antoine-l’Abbaye im Nordosten und Osten, Montagne im Osten und Südosten, Parnans im Süden, Saint-Michel-sur-Savasse im Westen sowie Saint-Laurent-d’Onay im Nordwesten.

## Bevölkerungsentwicklung
| Jahr                       | 1911 | 1962 | 1968 | 1975 | 1982 | 1990 | 1999 | 2006 | 2019 |
| -------------------------- | ---- | ---- | ---- | ---- | ---- | ---- | ---- | ---- | ---- |
| Einwohner                  | 856  | 617  | 506  | 458  | 437  | 418  | 441  | 589  | 696  |
| Quellen: Cassini und INSEE |      |      |      |      |      |      |      |      |      |

## Sehenswürdigkeiten
- Kirche Saint-Martin, Vorgängerbau aus dem Jahre 1000, nahe dem Schloss errichtet
- Kirche Saint-Michel
- Kirche Saint-Christophe, ursprünglich wohl um 800 entstanden, Glockenturm aus dem 12. Jahrhundert
- Donjon auf einer Motte aus dem 12. Jahrhundert

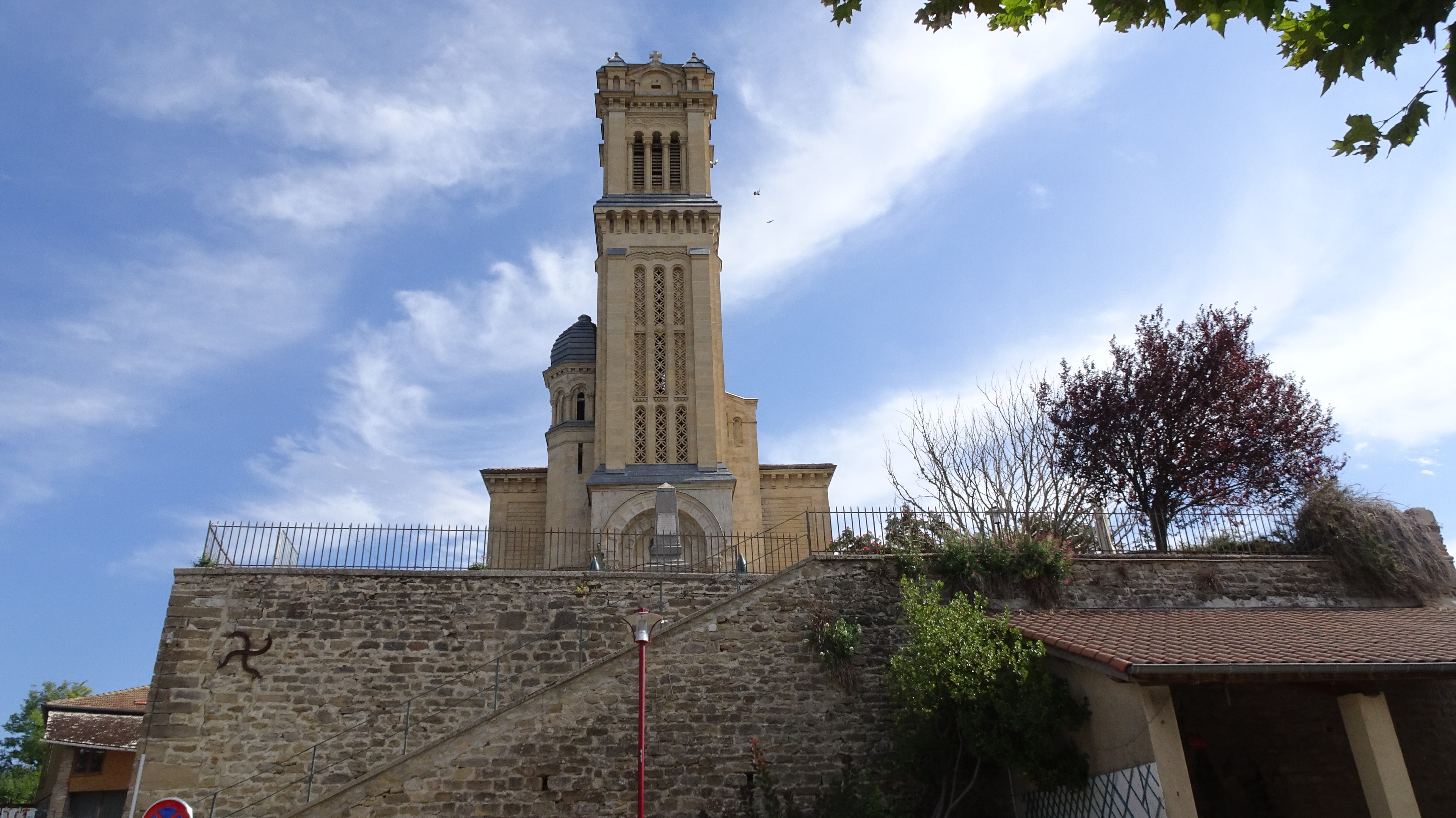
Kirche Saint-Christophe